# Großpösna
Großpösna – miejscowość i gmina w Niemczech, położona na terenie kraju związkowego Saksonia, w okręgu administracyjnym Lipsk, w powiecie Lipsk.
W miejscowości znajduje się Park Techniki Górniczej - skansen przedstawiający cykl funkcjonowania kopalni odkrywkowej węgla brunatnego od rozbiórki istniejących obiektów przez obniżenie poziomu wód gruntowych po wydobycie całego złoża i późniejszą rekultywację. Do eksponatów należą m.in. koparka górnicza z 1986 o masie 1300 ton i przenośnik taśmowy o masie 2400 ton z 1985, pochodzące z  pobliskiej kopalni Espenhain. 